# Karl Schmidt Spedition
Die Karl Schmidt Spedition GmbH ist die Konzernmutter und höchste Konsolidierungsebene der Schmidt-Gruppe, eines Verbunds von 2 der Silo- und Gaslogistik. Sitz des 1948 gegründeten Unternehmens ist das baden-württembergische Heilbronn.

## Geschichte
Bereits zu Beginn der 1950er Jahre spezialisierte sich das Unternehmen auf Schüttguttransporte mit Silofahrzeugen. Nach der Gründung mehrerer Niederlassungen in Deutschland wurde 1971 die erste Auslandsniederlassung in Antwerpen eröffnet. Seit 1976 wird ein eigenständiger Geschäftszweig für Gastransporte betrieben, der im Straßengüterverkehr medizinische und technische Gase befördert. In den 2000er Jahren wurde das Geschäft auf Lebensmitteltransporte ausgeweitet und die Flotte neben den klassischen Silofahrzeugen um Schüttgut-Container (Druck- und Boxcontainer) erweitert.
Stand Oktober 2023 besteht die Gruppe aus Gesellschaften in verschiedenen europäischen Staaten, zudem im Mittleren Osten. Insgesamt werden 49 Niederlassungen betrieben.